# Olimpia Breza
Olimpia Breza (* 14. Februar 2002) ist eine polnische Leichtathletin, die sich auf den Langstreckenlauf spezialisiert hat.

## Sportliche Laufbahn
Erste internationale Erfahrungen sammelte Olimpia Breza bei den Crosslauf-Weltmeisterschaften 2019 in Aarhus, bei denen sie nach 23:32 min auf den 55. Platz im U20-Rennen gelangte. Im Juli siegte sie in 9:48,23 min im 3000-Meter-Lauf beim Europäischen Olympischen Jugendfestival (EYOF) in Baku und im Dezember wurde sie bei den Crosslauf-Europameisterschaften in Lissabon nach 15:37 min 55. im U23-Rennen. 2021 schied sie bei den U20-Europameisterschaften in Tallinn mit 10:02,70 min im Vorlauf über 3000 Meter aus und anschließend gelangte sie bei den U20-Weltmeisterschaften in Nairobi mit 10:16,03 min auf Rang neun. Im Dezember lief sie bei den Crosslauf-Europameisterschaften in Dublin nach 14:53 min auf dem 75. Platz im U20-Rennen ein. 2023 wurde sie bei den U23-Europameisterschaften in Espoo in 16:03,36 min Elfte im 5000-Meter-Lauf und bei den Crosslauf-EM in Brüssel gelangte sie nach 28:15 min auf den 18. Platz im U23-Rennen. Bei den Crosslauf-Europameisterschaften 2024 in Antalya belegte sie dann in 22:00 min den neunten Platz im U23-Rennen und im Jahr darauf verpasste sie bei den Halleneuropameisterschaften in Apeldoorn mit 9:08,83 min den Finaleinzug über 3000 Meter.
2024 wurde Breza polnische Meisterin im 10.000-Meter-Lauf.

## Persönliche Bestleistungen
- 3000 Meter: 9:07,98 min, 5. Mai 2024 in Pliezhausen
  - 3000 Meter (Halle): 8:57,91 min, 7. Februar 2025 in Valencia
- 5000 Meter: 15:28,13 min, 11. Mai 2024 in Karlsruhe
- 10.000 Meter: 33:49,64 min, 13. April 2024 in Ustka